# Croton paludosus
Espèce
Croton paludosus est une espèce de plantes à fleurs du genre Croton et de la famille des Euphorbiaceae, présente au Brésil (Bahia).
Il a pour synonyme :
- Oxydectes paludosa, (Müll.Arg.) Kuntze